# Sluis 7
Sluis 7 is een buurtschap in de gemeente Hardenberg in de Nederlandse provincie Overijssel. Het ligt in het noorden van de gemeente, tussen Dedemsvaart en Lutten.
De buurt is genoemd naar Sluis VII, een voormalige schutsluis in het kanaal de Dedemsvaart. Deze sluis is gebouwd in 1849 en is in 1968 gesloopt tijdens het dempen van de Dedemsvaart. Harman van Faassen was de laatste sluiswachter.

## Foto's
Bijgaande foto's geven een indruk van de sluis voor en na demping van de Dedemsvaart.

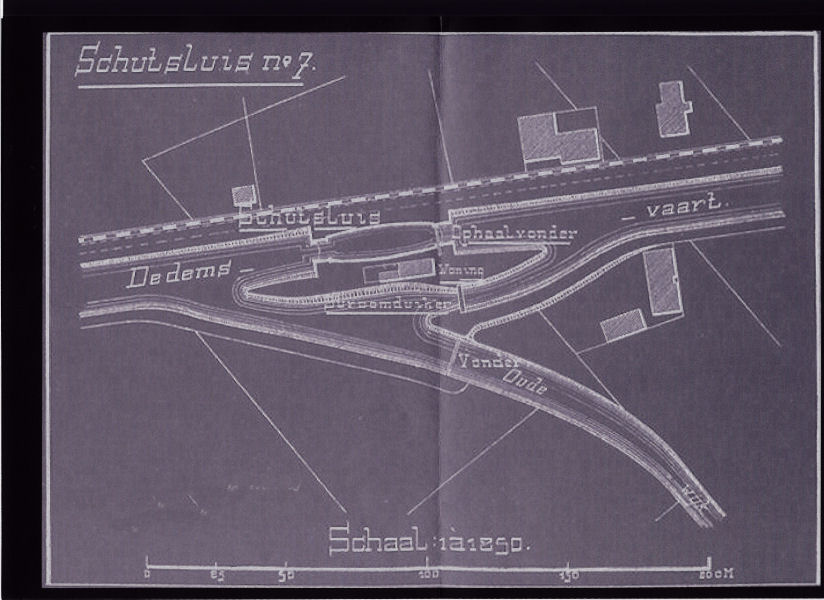
Blauwdruk plan Sluis nr. 7 uit ca. 1845
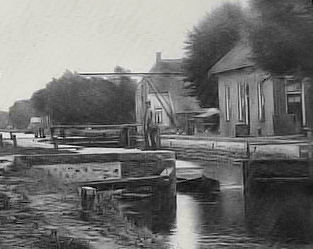
Sluis 7 omstreeks 1920
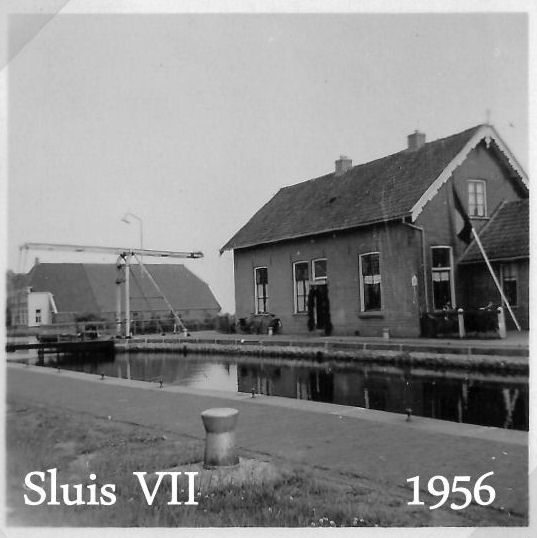
Sluis 7 in 1956
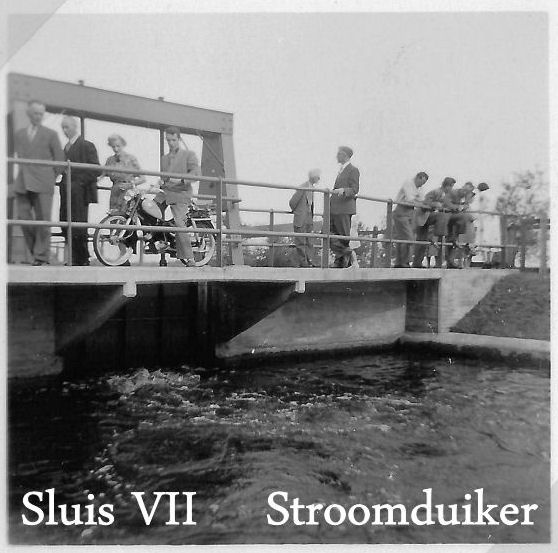
Stroomduiker Sluis 7 in 1956
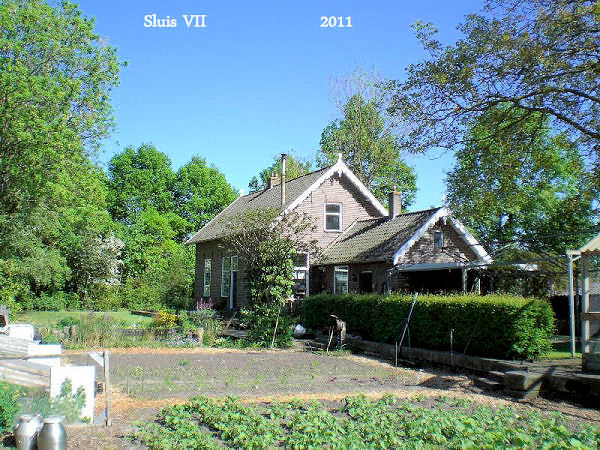
Gedempte sluis met woning in 2011

Steden: Hardenberg · Gramsbergen      Dorpen: Balkbrug · Bergentheim · Bruchterveld · De Krim · Dedemsvaart · Heemse · Kloosterhaar (deels) · Lutten · Mariënberg · Oud Avereest · Rheeze · Schuinesloot · Sibculo · Slagharen

Buurtschappen: Achterin · Ane · Anerveen · Anevelde · De Belt · Benedenvaart · 't Bergje · Braamberg (deels) · Brucht · Collendoorn · Collendoornerveen · Diffelen · Ebbenbroek · Engeland · Gouden Ploeg · Groot-Oever · De Haandrik · 't Haantje · De Haar · Hanekamp · Hardenbergerveld · Heemserveen · Holtheme · Holthone · Hoogenweg · Den Huizen · Den Kaat · Keiendorp · Loozen · Lutten-Oever · Lutterhartje · De Maat · De Meene · De Mulderij · Noord-Stegeren · Den Oosterhuis · Oud-Bergentheim · Oud-Lutten · De Pol · Radewijk · Rheezerveen · De Schans · Sluis 7 · Sponturfwijk · Strooiendorp · Den Velde · Venebrugge · Den Westerhuis · Westerhuizingerveld (deels) · Witman 

Voormalige gemeenten: Avereest · Gramsbergen · Hardenberg (Stad · Ambt)

Overijssel · Steden en dorpen in Overijssel      Nederland · Provincies · Gemeenten